# (1606) Jekhovsky
(1606) Jekhovsky és un asteroide que forma part del cinturó d'asteroides i va ser descobert per Louis Boyer el 14 de setembre de 1950 des de l'observatori d'Alger, al districte de Bouzaréah, l'Algèria.
Inicialment es va designar com 1950 RH. Més endavant va ser anomenat en honor de l'astrònom francès d'origen rus Benjamin Jekhowsky (1881-1975).
Jekhovsky orbita a una distància mitjana de 2,69 ua del Sol, podent allunyar-se'n fins a 3,543 ua. Té una excentricitat de 0,3173 i una inclinació orbital de 7,712°. Empra 1611 dies a completar una òrbita al voltant del Sol.